# Llista de comtats cerimonials d'Anglaterra per superfície
Aquesta és una llista dels comtats cerimonials d'Anglaterra ordenats en forma decreixent segons la superfície que ocupen.

Mapa dels comtats cerimonials d'Anglaterra

| Lloc | Comtat                   | Superfície en km² |
| ---- | ------------------------ | ----------------- |
| 1    | North Yorkshire          | 8.654             |
| 2    | Lincolnshire             | 6.959             |
| 3    | Cúmbria                  | 6.768             |
| 4    | Devon                    | 6.707             |
| 5    | Norfolk                  | 5.371             |
| 6    | Northumberland           | 5.013             |
| 7    | Somerset                 | 4.171             |
| 8    | Suffolk                  | 3.801             |
| 9    | Hampshire                | 3.769             |
| 10   | Kent                     | 3.736             |
| 11   | Essex                    | 3.670             |
| 12   | Cornualla                | 3.563             |
| 13   | Shropshire               | 3.487             |
| 14   | Wiltshire                | 3.485             |
| 15   | Cambridgeshire           | 3.389             |
| 16   | Gloucestershire          | 3.150             |
| 17   | Lancashire               | 3.075             |
| 18   | Staffordshire            | 2.713             |
| 19   | Durham                   | 2.676             |
| 20   | Dorset                   | 2.653             |
| 21   | Derbyshire               | 2.625             |
| 22   | Oxfordshire              | 2.605             |
| 23   | East Riding de Yorkshire | 2.479             |
| 24   | Northamptonshire         | 2.364             |
| 25   | Cheshire                 | 2.343             |
| 26   | Herefordshire            | 2.180             |
| 27   | Nottinghamshire          | 2.160             |
| 28   | Leicestershire           | 2.156             |
| 29   | West Yorkshire           | 2.029             |
| 30   | West Sussex              | 1.991             |
| 31   | Warwickshire             | 1.975             |
| 32   | Buckinghamshire          | 1.874             |
| 33   | East Sussex              | 1.792             |
| 34   | Worcestershire           | 1.741             |
| 35   | Surrey                   | 1.663             |
| 36   | Hertfordshire            | 1.643             |
| 37   | Gran Londres             | 1.577             |
| 38   | South Yorkshire          | 1.552             |
| 39   | Gran Manchester          | 1.276             |
| 40   | Berkshire                | 1.262             |
| 41   | Bedfordshire             | 1.235             |
| 42   | West Midlands            | 902               |
| 43   | Merseyside               | 645               |
| 44   | Tyne i Wear              | 540               |
| 45   | Rutland                  | 382               |
| 46   | Illa de Wight            | 380               |
| 47   | Bristol                  | 110               |
| 48   | Ciutat de Londres        | 2,6               |